# アレクサンダー・ギブソン
アレクサンダー・ギブソン（Alexander Gibson CBE, 1926年2月11日 - 1995年1月14日）は、イギリスの指揮者。

## 経歴
スコットランドのノース・ラナークシャー、マザウェルに生まれ、グラスゴーの王立スコットランド音楽演劇学院に学ぶ。また、ヴォルフガング・サヴァリッシュやヘルベルト・ブロムシュテット、ダニエル・バレンボイムらとともに、イーゴリ・マルケヴィチの指導も受けた。
1957年にサドラーズ・ウェルズ・オペラの音楽監督となり、1959年より1984年までロイヤル・スコティッシュ管弦楽団の首席指揮者・芸術監督、1981年から1983年までヒューストン交響楽団の首席客演指揮者を歴任する。1962年には自らスコティッシュ・オペラを創設し、音楽監督となる。1977年にはナイトを叙爵され、王立スコットランド音楽演劇学院の院長となる。
オペラの指揮者として著名だが、シベリウスやニールセンなど北欧の作曲家の演奏も高い評価を受けている。